# Cordylus microlepidotus
Cordylus microlepidotus är en ödleart som beskrevs av  Cuvier 1829. Cordylus microlepidotus ingår i släktet Cordylus och familjen gördelsvansar. Inga underarter finns listade i Catalogue of Life.